# Rt Tilski
Rt Tilski (rus. Мыс Тыльский) je istaknuti rt u Habarovskom kraju, u Rusiji.

## Geografija
Rt Tilski nalazi se na južnoj strani Udskog zaljeva, blizu ušća rijeke Til, u zapadnom dijelu Ohotskog mora. Uzdiže se do visine od 217 m. Svjetionik visok 22 metra radi od kraja srpnja do kraja listopada.

## Povijest
Američki kitolovci krstarili su u potrazi za grenlandskim kitovima uz rt od 1858. do 1874. godine. Zvali su ga South Head. Također su se usidrili uz rt i poslali posade brodova na produžena krstarenja do Tugurskog zaljeva.